# Ode (album)
Pour les articles homonymes, voir Ode (homonymie).
Albums de Brad Mehldau Trio
Live in Marciac
(2011) Where Do You Start
(2012)
Ode est un album en trio du pianiste de jazz américain Brad Mehldau sorti en 2012 chez Nonesuch Records. C'est le troisième album du trio formé avec Larry Grenadier et Jeff Ballard. Il forme un diptyque avec Where Do You Start, enregistré lors des mêmes sessions.
Il est constitué de compositions inédites de Brad Mehldau écrites pour ce trio. La plupart de ces morceaux sont des hommages, pensés comme des odes ou des poèmes sans paroles. On trouve ainsi un hommage à Michael Brecker (M.B.), à un personnage d'Easy Rider (Eulogy for George Hanson) ou au guitariste Kurt Rosenwinkel (Kurt Vibe).

## Liste des pistes
Toute la musique est composée par Brad Mehldau.
| No  | Titre                            | Durée |
| --- | -------------------------------- | ----- |
| 1.  | M.B.                             | 7:46  |
| 2.  | Ode                              | 6:20  |
| 3.  | 26                               | 7:50  |
| 4.  | Dream Sketch                     | 7:25  |
| 5.  | Bee Blues                        | 6:42  |
| 6.  | Twiggy                           | 5:42  |
| 7.  | Kurt Vibe                        | 4:54  |
| 8.  | Stan the Man                     | 5:24  |
| 9.  | Wyatt's Eulogy for George Hanson | 9:23  |
| 10. | Aquaman                          | 4:49  |
| 11. | Days of Dilbert Delaney          | 9:01  |

## Personnel
- Brad Mehldau : piano
- Larry Grenadier : contrebasse
- Jeff Ballard :  batterie